# J. コール
J. コール（J. Cole、ジェイ・コール、本名: Jermaine Lamarr Cole、1985年1月28日 - ）は、アメリカ合衆国ノースキャロライナ州ファイエットビル出身のラッパー、ソングライター、音楽プロデューサー、ヒップホップミュージシャン、元プロバスケットボール選手。
2007年、ミックステープ『The Come Up』をリリースしたことで知名度を上げ、2009年にJay-ZのRoc Nationと契約。2011年のデビュー・アルバム『Cole World: The Sideline Story』は米ビルボード200で1位を獲得した。 2作目のアルバム『Born Sinner』（2013年）、3作目『Forest Hills Drive』（2014年）も1位を記録し、2015年のグラミー賞でベスト・ラップ・アルバムにノミネートされた。ジャズの影響を受けた4作目『4 Your Eyez Only』（2016年）、続く5作目『KOD』（2018年）も1位を記録している。
ピアノを独学で学んだJコールは、ラッパーだけでなくプロデューサーとしても活動しており、自身のプロジェクトはもちろん、ケンドリック・ラマーやジャネット・ジャクソンなどの作品もプロデュースしている。他にはDreamville Recordsや、Dreamville Foundationなどの非営利団体のベンチャーも展開している。

## 生い立ち
1985年、Jコールことジャーメイン・ラマー・コールは西ドイツのフランクフルトで生まれ、8ヶ月後にアメリカのノースキャロライナ州ファイエットビルへ移住する。幼い頃に父親が彼の元を去ったため、母子家庭で育つ。少年時代にバスケットボールと音楽に興味を持ち始め、2003年までテリー・サンフォード・オーケストラの首席ヴァイオリニストを務めていた。
Jコールは12歳でラップを始め、2000年に母親からクリスマスプレゼントとしてASR-Xのサンプラーを貰ったのをきっかけに音楽制作にのめり込むようになり、Therapistの名でプロデューサーとしての活動を始める。コールは高校を卒業した後、レコーディング契約を得るにはニューヨークの方が良いと考え、奨学金を得てセント・ジョンズ大学に進学した。大学では最初コンピュータ・サイエンスを専攻していたが、孤独なコンピュータ・サイエンス教授の人生を目の当たりにして、後にコミュニケーションとビジネスに転向した。
2007年に大学を卒業した後は、さまざまなアルバイトで生計を立てつつ音楽活動を続けた。

## 来歴

### 2007年-2011年: 初期の活動

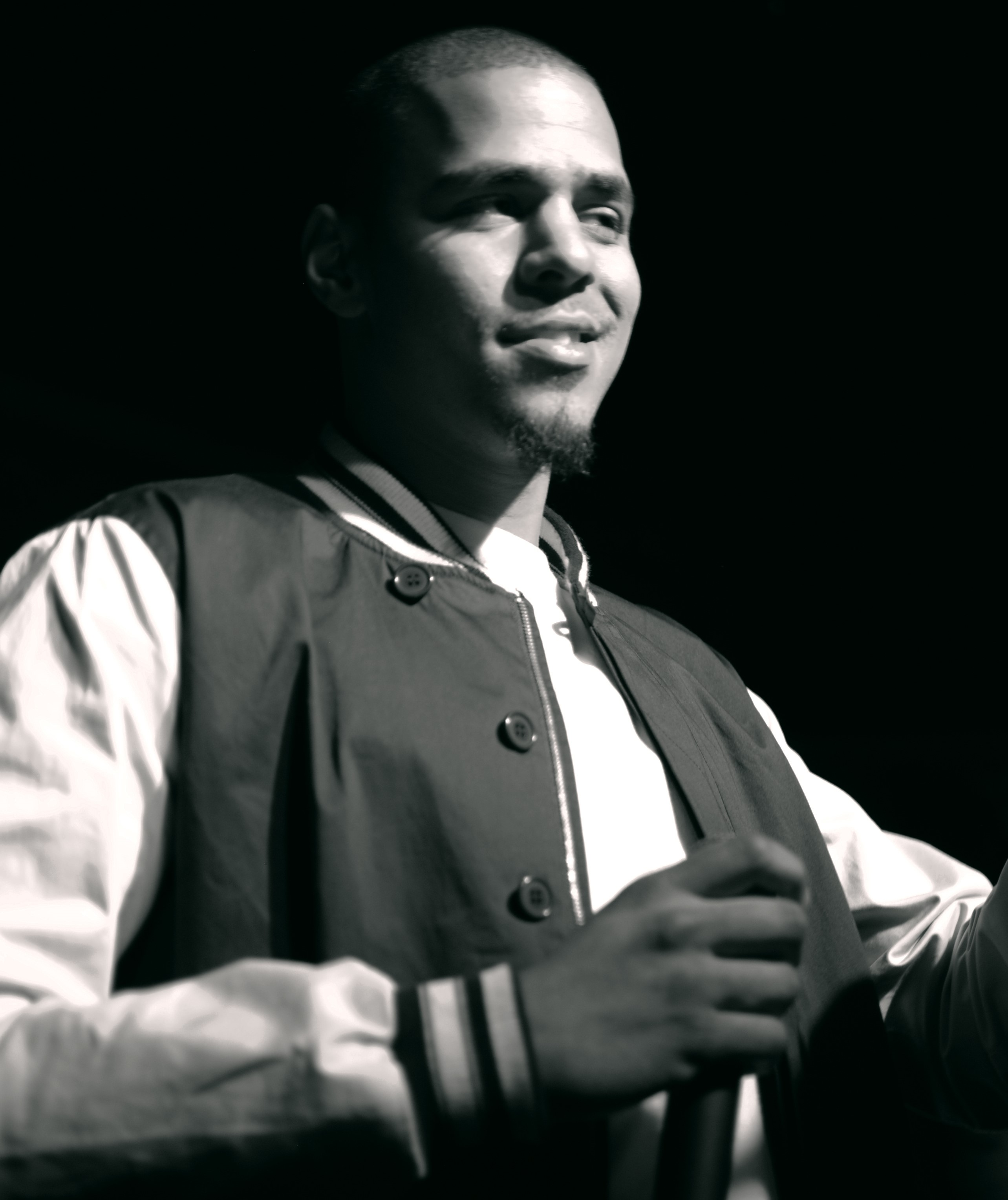
J. Cole（2010年）

2007年、大半の曲をセルフプロデュースで製作したミックステープ『The Come Up』をリリース。このミックステープにはジェイ・Zに提供しようと試みた楽曲が収録されている。
2009年、ジェイ・Zが創設したレーベルRoc Nationの第一弾アーティストとして契約を結び、大きな話題を呼ぶ。6月15日、オフィシャルミックステープ『The Warm Up』をリリースする。同年、XXL誌のフレッシュマン・クラスに選出された。
2010年6月8日、デビューアルバムからの先行シングル「Who Dat」をリリースする。10月12日、米アーバン・ミュージックTVチャンネル「ブラック・エンターテインメント・テレビジョン」が開催するヒップホップ・イベント「BET★ヒップホップ・アワーズ」にて、『ルーキー・オブ・ザ・イヤー』部門にノミネートされた。
2010年11月12日、2枚目となるオフィシャルミックテープ『Friday Night Lights』をリリースする。

### 2011年-2012年: 『Cole World: The Sideline Story』

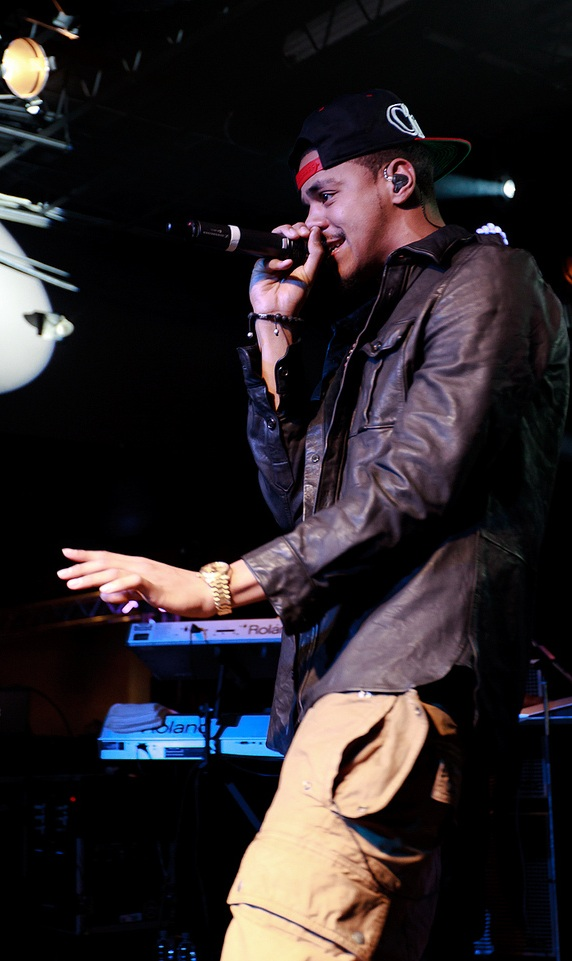
ライブでのJ. Cole（2011年）

2011年7月31日、自身のオフィシャル・サイトで、無料の5曲入りEP『Any Given Sunday #1』を公開。
2011年8月2日、9月予定のデビューアルバムのリリースまで、毎週日曜日にコンスタントに楽曲やビデオを発表する企画「Any Given Sunda」を開始することを発表。
2011年9月25日、デビューアルバムの全曲試聴を開始。また、このホームページでは同時にユニークな企画も開催されている。その詳しい内容は「この試聴を楽しんだユーザーにお気に入りの1曲を選んでもらい、それに対し、ユーザーがTwitterまたはFacebookからコメントを投稿すると、その投稿したユーザーの顔写真が自動でモザイクアート上に取り込まれていき、結果的に一枚の大きなイメージへと完成していく」というものである。
2011年9月27日、デビューアルバム『Cole World: The Sideline Story（コール・ワールド：ザ・サイドライン・ストーリー）』をリリースし、全米Billboard 200にて初登場1位を記録。アメリカでの販売累計枚数も50万枚を突破している。ちなみに、このアルバム内に収録されている幾つかの曲は、彼がレーベル契約以前から既に製作されていた物であると本人が語っている。また、全16曲の内、12曲は彼自身がプロデュースした曲が収録されている。アルバム自体の評価としては、13の専門サイトに基づいた平均点が75点と、比較的高い得点をマークしており、この得点は「多くの専門誌が、前向きに評価している」のゾーンに位置する。また、第54回グラミー賞では、最優秀新人賞にノミネートされた。

### 2013年-2015年: 『Born Sinner』『2014 Forest Hills Drive』
2012年11月13日、2ndアルバムからの先行シングル「Miss America」を発表。2013年6月18日に2ndアルバム『Born Sinner（ボーン・シナー）』をリリースした。アメリカでは発売初週に29万7000枚を売り上げたが、32万7000枚を売り上げたカニエ・ウェストの『Yeezus（イーザス）』には及ばずBillboard 200で初登場2位にランクインした。しかしながら発売3週目には5万8000枚を売り上げて1位に昇りつめている。
2014年12月9日、3作目のスタジオ・アルバム『2014 Forest Hills Drive』をリリースする。アルバムはビルボード200で1位を獲得し、初週で35.3万枚を売り上げた。アルバムは批評家からも高い評価を受け、Complex誌はこのアルバムを年間ベストアルバムの第4位に選出した。また、第58回グラミー賞の最優秀ラップ・アルバム賞に、シングル「Apparently」は最優秀ラップ・パフォーマンス賞にノミネートされた。

### 2016年-2019年: 『4 Your Eyez Only』『KOD』
2016年12月9日、4作目のアルバム『4 Your Eyez Only』をリリースする。アメリカではビルボード200で初登場1位を記録。アルバムからの10曲すべてがBillboard Hot 100のトップ40入りを果たした。2017年の米Billboard年間アルバムチャートでは10位を記録している。
2018年4月20日、5作目のアルバム『KOD』をリリースする。アメリカではビルボード200で初登場1位を記録。また収録曲3曲がBillboard Hot 100のTOP10に入り、歴史上初めて3曲同時にTOP10デビューしたアーティストとなった。
2019年7月5日、Dreamvilleのコンピレーションアルバム『Revenge of the Dreamers III』をリリース。収録曲「Middle Child」が全米4位のヒットを記録し、アメリカでは5xプラチナディスクに認定された。同曲と「Down Bad」は第62回グラミー賞の最優秀ラップ・パフォーマンス賞にノミネートされた。また同グラミー賞では、ヤング・サグとトラヴィス・スコットとの楽曲「The London」で最優秀ラップ・サング・パフォーマンス賞にノミネートされ、21サヴェージの楽曲「A Lot」への客演で最優秀ラップ・ソング賞を受賞している。

### 2020年-現在: 『The Off Season』
2020年7月23日、ニューアルバムからの先行シングルとして「The Climb Back」と「Lion King on Ice」の2曲をリリースした。ニューアルバム『The Fall Off』は2020年内のリリースが計画されていたが頓挫する。
2021年5月4日、ニューアルバムのリリース日とアートワークが発表され、5月7日には先行曲「i n t e r l u d e」が公開された。5月14日、6作目のアルバム『The Off Season』がリリースされる予定である。

## バスケットボール経歴
2021年5月10日、Jコールはバスケットボールアフリカリーグ (BAL)のルワンダを拠点とするパトリオットBBCと契約を結んだ。Jコールは2021年5月号のアメリカのバスケットボール雑誌SLAMの表紙にも掲載された。

## 人物

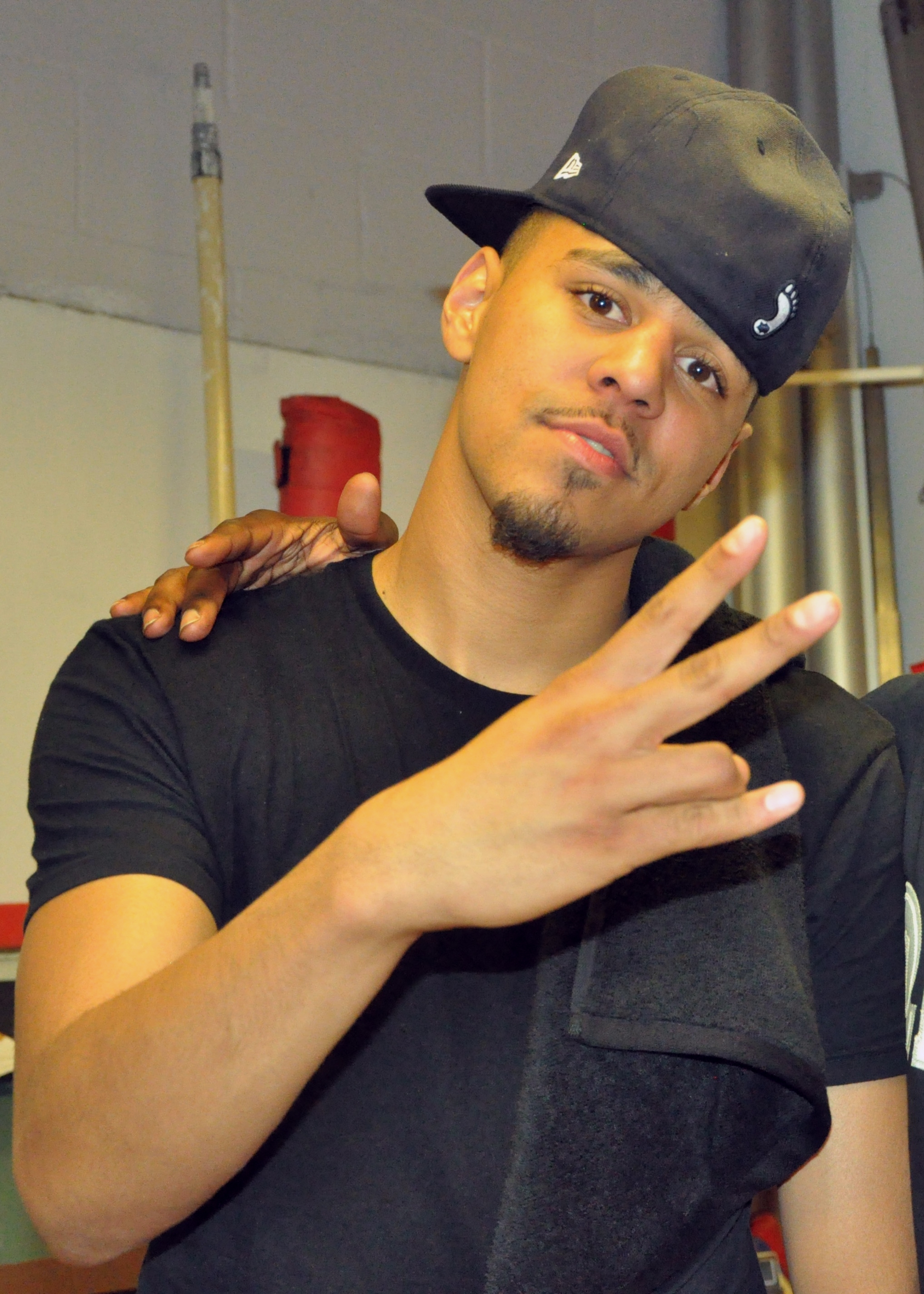
J. Cole（2010年）

### 交際歴と家族
デビューアルバムからのシングル「Can't Get Enough」にはリアーナがカメオ出演しているが、その関係で一時期は彼女との交際が噂された事もあった。しかし、両者とも否定している。
2016年1月のライアン・クーグラー監督のインタビューで、Jコールは結婚していることを明かした。妻のメリッサ・ヘホルトはJコールと一緒にセント・ジョンズ大学に通っていた人物で、ドリームビル財団のエグゼクティブ・ディレクターを務めている。2018年5月にラジオのインタビューで、妻との間に息子がいることを明かした。2020年7月20日、Jコールは2人目の子供がいることを明らかにした。

### バスケットボール
Jコールはバスケットボールの腕前がプロ並みと言われており、2020年にはNBAのトライアウトのためにトレーニングをしているとも報じられた。

## ディスコグラフィ

### アルバム
| 年   | タイトル                       | アルバム詳細 | チャート最高位 | チャート最高位 | チャート最高位 | チャート最高位 | チャート最高位 | チャート最高位 | チャート最高位 | 認定                                                             |
| 年   | タイトル                       | アルバム詳細 | US             | AUS            | CAN            | IRE            | NZ             | SWI            | UK             | 認定                                                             |
| ---- | ------------------------------ | --- | -------------- | -------------- | -------------- | -------------- | -------------- | -------------- | -------------- | ---------------------------------------------------------------- |
| 2011 | Cole World: The Sideline Story | - 発売日: 2011年9月27日 - レーベル: Roc Nation, Columbia - フォーマット: CD, digital download - 全米売上: 85.5万枚                    | 1              | 52             | 4              | 64             | 36             | 62             | 25             | - US: プラチナ - UK: シルバー                                    |
| 2013 | Born Sinner                    | - 発売日: 2013年6月18日 - レーベル: Dreamville, Roc Nation, Columbia - フォーマット: CD, digital download - 全米売上: 79.6万枚        | 1              | 14             | 2              | 45             | 11             | 27             | 7              | - US: 2× プラチナ - CAN: ゴールド - UK: ゴールド                 |
| 2014 | 2014 Forest Hills Drive        | - 発売日: 2014年12月9日 - レーベル: Dreamville, Roc Nation, Columbia - フォーマット: CD, LP, digital download - 全米売上: 124万枚     | 1              | 40             | 3              | 31             | 25             | 49             | 27             | - US: 3× プラチナ - AUS: ゴールド - CAN: ゴールド - UK: ゴールド |
| 2016 | 4 Your Eyez Only               | - 発売日: 2016年12月9日 - レーベル: Dreamville, Roc Nation, Interscope - フォーマット: CD, LP, digital download - 全米売上: 96万枚    | 1              | 6              | 1              | 19             | 10             | 16             | 21             | - US: プラチナ - UK: ゴールド                                    |
| 2018 | KOD                            | - 発売日: 2018年4月20日 - レーベル: Dreamville, Roc Nation, Interscope - フォーマット: CD, LP, digital download - 全米売上: 113.1万枚 | 1              | 1              | 1              | 1              | 1              | 6              | 2              | - US: プラチナ - UK: ゴールド - CAN: ゴールド                    |
| 2021 | The Fall Off                   | - 発売日: 2021年5月14日 - レーベル: Dreamville, Roc Nation, Interscope - フォーマット: CD, LP, digital download                       | —              | —              | —              | —              | —              | —              | —              |                                                                  |

### コンピレーション・アルバム
- Revenge of the Dreamers (with Dreamville) (2014)
- Revenge of the Dreamers II (with Dreamville) (2015)
- Revenge of the Dreamers III (with Dreamville) (2019)

### ミックステープ
- The Come Up (2007)
- The Warm Up (2009)
- Friday Night Lights (2010)
- Might Delete Later (2024)